# Meister des Krainburger Altars
Als Meister des Krainburger Altars wird der spätgotische Maler bezeichnet, der den um 1510 entstandenen Flügelaltar für eine Pfarrkirche in Kranj (Krainburg) geschaffen hat. Das Werk gab diesem namentlich nicht bekannten Künstler seinen Notnamen. Der Maler war wohl ab 1500 in der südlichen Steiermark tätig, nachdem er vielleicht auf Wanderschaft die Niederlande und den Niederrhein bereist und von dort Stileinflüsse erhalten hatte. Die verbliebenen Fragmente des Flügelaltars sind heute ein bekanntes Exponat des Wiener Belvederes.

## Stil

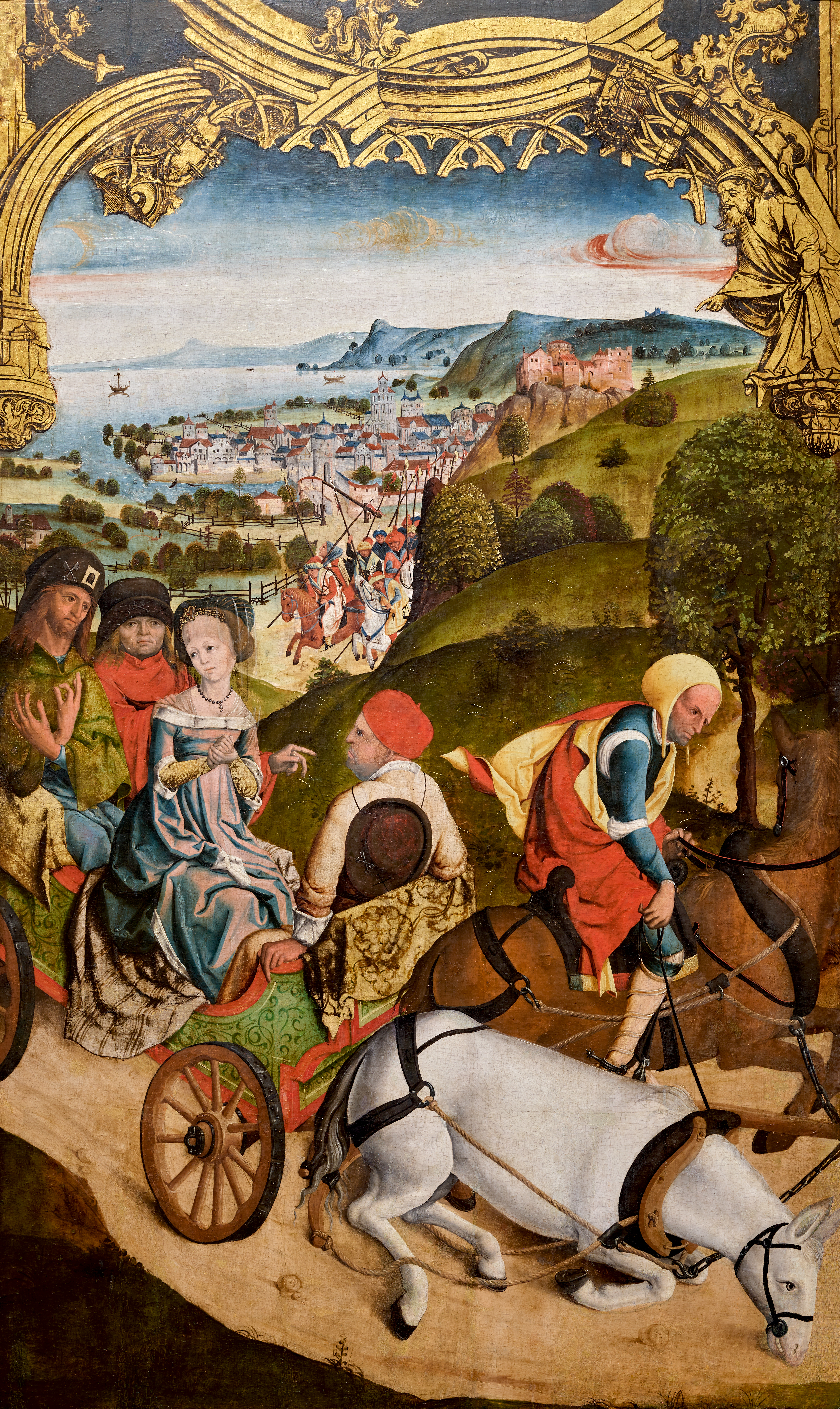
Meister des Krainburger Altars, Flucht der hl. Cantius, Cantianus und Cantianilla, Innenseite des linken Flügels vom Hochaltar der Pfarrkirche in Krainburg, um 1510, Belvedere, Wien

Gegen Ende des 15. Jahrhunderts übernahmen die Maler in der Steiermark verschiedenste Stilrichtungen europäischer Nachbargegenden oder auch weiter entfernterer Regionen. Der Meister des Krainburger Altars, der einen niederländischen Einfluss aufweist, hatte wohl auf seiner Wanderschaft die Niederlande und den Niederrhein bereist, bevor er sich in der Steiermark niederließ. Stilistisch kann er der Schule Rueland Frueaufs d. J. zugeordnet werden. Er malt seine Figuren in auffallend starken, fast grellen Farben, und stellt ihre Emotionen mitfühlend dar. Seine Arbeit erinnert an den Meister der Virgo inter Virgines und dessen Darstellung der Gesichtsausdrücke, die die Darstellung beim Krainburger Altar in eine Reihe anderer ähnlicher Bilder eingliedert, die von demselben Meister (derselben Werkstatt) stammen.

## Werke (Auswahl)
- Ehemaliger Hochaltar der Pfarrkirche in Krainburg/Kranj, um 1510, Belvedere, Wien:
  - Martyrium der hll. Cantius, Cantianus und Cantianilla (Innenseite), rechter Flügel
  - Auferstehung Christi (Außenseite), rechter Flügel
  - Flucht der hll. Cantius, Cantianus und Cantianilla (Innenseite), linker Flügel
  - Christus am Ölberg (Außenseite), linker Flügel

Dem Meister oder seiner Werkstatt werden wegen individueller Eigenheiten und z. B. der von ihm gewählten Landschaftshintergründe wie z. B. seinem „Jerusalem“ weitere Tafelbilder in Graz, Straßburg und Chicago zugeschrieben, wie z. B.:
- Das Begräbnis des hl. Florian (Funeral of St. Florian), Chicago, Art Institute[7]

Des Weiteren soll der Meister des Krainburger Altars der Maler der Wandmalereien der Wallfahrtskirche St. Primož (St. Primus) bei Kamnik (Stein in Oberkrain) sein.